# Muchocin
Muchocin (dawniej także Michocin ) – wieś sołecka w Polsce w województwie wielkopolskim, w powiecie międzychodzkim, w gminie Międzychód.

## Położenie
Miejscowość położona jest nad Dormowską Strugą, w pobliżu lewego brzegu Warty, 3,5 km na zachód od Międzychodu. W skład sołectwa wchodzi też Muchocinek oraz dawny młyn Nadolnik.

## Części wsi
| SIMC    | Nazwa      | Rodzaj     |
| ------- | ---------- | ---------- |
| 0183733 | Muchocinek | przysiółek |

## Wody powierzchniowe
W obrębie sołectwa Muchocin zlokalizowanych jest 5 jezior różnej wielkości. 
| lp | Nazwa       | Położenie od centrum wsi (km) | Powierzchnia (ha) | Maksymalna głębokość (m) | Uwagi                                                     |
| -- | ----------- | ----------------------------- | ----------------- | ------------------------ | --------------------------------------------------------- |
| 1  | Winnogóra   | 0,8                           | 61,62 - 63,98     | 31,0                     | IV lokata pod wzgl. pow. w gminie                         |
| 2  | Tuczno      | 0,4                           | 50,5 - 60,26      | 37,8                     | V lokata pod wzgl. pow. w gminie                          |
| 3  | Meszyn      | 2,25                          | 21,11             |                          | w pobliżu Muchocinka (~1,4 km) Inne nazwy: Wielka Maszyna |
| 4  | Głębokie    | 1,60                          | 8,83              |                          | inne nazwy: Głęboczek                                     |
| 5  | Małe Tuczno |                               | 3,29              |                          |                                                           |

## Historia
Pierwsze ślady osadnictwa na tym terenie sięgają paleolitu (starszej epoki kamiennej), skąd pochodzą narzędzia krzemienne. W okolicach miejscowości znaleziono toporek z kultury ceramiki sznurowej. W pobliskim jeziorze Tuczno znaleziono łódź - dłubankę wykonaną z jednego pnia. Kilometr od wsi odkryto też wklęsłe, czworoboczne grodzisko, o wymiarach 17x19 metrów, wznoszące się 21 metrów nad poziom Warty. Ma ono średnicę 50 metrów. Z trzech stron posiada wały o wysokości 4-5 metrów. W roku 1925 wykonana została tu autopsja Władysław Kowalenki i Józefa Kostrzewskiego. Badania archeologiczne nie wykazały żadnych pozostałości okresu wczesnośredniowiecznego, co uniemożliwia ustalenie dokładnej chronologii.
Miejscowość pierwotnie związana była z Wielkopolską. Ma metrykę średniowieczną i istnieje co najmniej od XIV wieku. Wymieniona w dokumencie zapisanym po łacinie z 1378 jako "Mychoczino", 1418 "Michoczini, Michucino", 1419 "Michuczino", 1435 "Myechoczyny", 1464 "Michaczino", 1475 "Miechoczino", 1502 "Myechczino", 1510 "Nychoczyno!", 1532 "Michoczin", 1591 "Michocino" .
Miejscowość wspominały historyczne dokumenty prawne, własnościowe i podatkowe. Wieś początkowo była własnością kościelną należącą do Opactwa Cystersów w Zemsku-Bledzewie. Potem stała się własnością szlachecką, współwłasnością po połowie Skórów z rodu Awdańców z Gaju i Ostrorogów herbu Nałęcz. W 1378 Mikołaj z Bytynia, kasztelan starogrodzki oddał klasztorowi w Zemsku swoją dziedzinę Rokitno z prawem patronatu w zamian za dziedziny Muchocin oraz Radgoszcz. W latach 1418-19 Jan Międzychodzki syn Domarata z Pierzchna, toczył proces z Mikołajem Żydowskim o rozgraniczenie Muchocina i Krobielewa. W 1435 Wawrzyniec Brodzki pozwany został przez Sędziwoja Niewierskiego z Wierzbna o potwierdzenie kopców granicznych między Wierzbnem, a Muchocinem. W 1419 Teodoryk herbu Grzymała, syn Mroczka z Iwna i Zajączkowa, dziedzic Międzychodu, Muchocina, Dzięcielina i innych dóbr, pozwany został przez Dobrogosta z Kolna o akty przemocy na drodze królewskiej przy pomocy sześciu równych stanem i 104 niższych stanem. W 1449 wieś leżała w powiecie poznańskim Korony Królestwa Polskiego. W 1508 należała do parafii Międzychód. Odnotowano wówczas pobór podatku z 6 półłanków, a także wiardunek z dwóch młynów o jednym kole. W 1510 odnotowano we wsi 8 półłanków osiadłych oraz 4 półłanki opustoszałe. W 1563 odnotowano pobór z 3 łanów, dwóch komorników, a także karczmę doroczną oraz młyn korzecznik o dwóch kołach. 1521 imiennie wymieniono dwóch kmieci mieszkających we wsi Jakubka Czyrwonkę oraz Stanika. W 1564 miejscowość liczyła 12 łanów. W 1577 płatnik poboru była właścicielka wsi Zofia Tęczyńska, wdowa po Stanisławie Ostrorogu kasztelanie międzyrzeckim. W 1580 odnotowano pobór od 3 zagrodników, 3 komorników, 7 rybaków, karczmy na czwartej części łanu, a także z młyna, trzech kwart roli. W tym roku wymieniono także imiennie mieszkańców wsi Piotra Kowalika, Fabiana Niemca, Łukasza Wrzesza i Bartłomieja Bartka, którzy byli poddanymi Jana Ostroroga oraz jego brata Mikołaja. Pozwali oni o akty przemocy dziedziców Krobielewa .  
W okresie Wielkiego Księstwa Poznańskiego (1815-1848) miejscowość należała do wsi większych w ówczesnym pruskim powiecie Międzyrzecz w rejencji poznańskiej. Muchocin należał do okręgu międzychodzkiego tego powiatu i stanowił odrębny majątek, którego właścicielem był wówczas Kalkreuth. Według spisu urzędowego z 1837 roku wieś liczyła 147 mieszkańców, którzy zamieszkiwali 19 dymów (domostw).
W okresie międzywojennym w miejscowości stacjonowała placówka Straży Granicznej I linii „Muchocin”.
W latach 1975−1998 miejscowość administracyjnie należała do województwa gorzowskiego.

## Zakład Doświadczalny
We wsi funkcjonuje Zakład Doświadczalny Technologii Produkcji Pasz i Akwakultury Uniwersytetu Przyrodniczego w Poznaniu (do listopada 1993 była to Stacja Badawcza Katedry Rybactwa Śródlądowego). Zespół składa się z budynku stacji badawczej z laboratorium hydrochemicznym i hydrobiologicznym oraz halą akwakultury z aparatami wylęgarniczymi, hali półtechniki z laboratorium paszowym, kompleksu stawów doświadczalnych i czterech jezior o łącznej powierzchni 169 hektarów. Placówka prowadzi prace naukowo-badawcze i dydaktyczne w zakresie pasz dla ryb, preparatów odrobaczających lub immunomodulujących, czy utylizacji produktów ubocznych i odpadowych przemysłu rolno-spożywczego i farmaceutycznego w paszach dla ryb.